# Magicicada cassini
A Magicicada cassini a rovarok (Insecta) osztályának félfedelesszárnyúak (Hemiptera) rendjébe, ezen belül az énekeskabóca-félék (Cicadidae) családjába tartozó faj. Egyike a 17 évenként előjövő fajoknak.

## Előfordulása
A Magicicada cassini előfordulási területe az Amerikai Egyesült Államok keleti felén van.

## Megjelenése
Megjelenésben majdnem azonos a 13 évenkénti Magicicada tredecassini nevű kabócával. A kisebb méretű fajok közé tartozik. Tora és potroha fekete, lábai és szárnyai pedig narancssárgásak. Szemei vöröses-narancssárgák.

## Szaporodása
A lárva 17 évet tölt a talajban, a fák gyökereinek nedveivel táplálkozva. A tizenhét év leteltével kimászik a földből és egy utolsó vedlés után, átalakul imágóvá. Az imágó egyetlen célja a szaporodás. Ez a hosszú rejtőzködésben töltött idő, és az egyszerre több millió számban előbúvó rovar, valószínűleg a ragadozók által okozott vesztességeket hivatottak csökkenteni.
A többi fajtól eltérően, a Magicicada cassini hímjei, cirpelésben és repülésben – e tevékenységek az udvarlást szolgálják – összehangoltan együttműködnek. Olykor több tízezer hím repül együtt.

## Fordítás
- Ez a szócikk részben vagy egészben  a   Magicicada cassini című angol Wikipédia-szócikk ezen változatának fordításán alapul.  Az eredeti cikk szerkesztőit annak laptörténete sorolja fel. Ez a jelzés csupán a megfogalmazás eredetét és a szerzői jogokat jelzi, nem szolgál a cikkben szereplő információk forrásmegjelöléseként.